# 长辛店天主堂
长辛店天主堂，全名天主教北京教区长辛店玫瑰圣母堂，位于北京市丰台区长辛店镇教堂胡同41号，隶属天主教北京教区。

## 简介
长辛店是天主教传入北京比较早的地区之一。长辛店天主堂始建于20世纪初，位于长辛店镇中心，采用哥特式建筑风格。建成后，是丰台、房山、门头沟地区的主堂，教友很多。长辛店的“荣福里”、“三多里”等地名也是因教会而得名。中华人民共和国成立后，该教堂停止宗教活动，被一家轴承厂用作仓库。由于长期缺乏维修，到2000年代初，教堂建筑已十分破败。
2004年，北京市人大代表向红笳（土家族，中央民族大学外国语学院教授，中国西藏文化保护与发展协会理事）等提出建议，要求落实宗教房产政策，将长辛店天主堂退还给教会。2005年1月13日，北京市民族事务委员会主任张恕贤在视察长辛店天主堂时表示，长辛店天主堂房产落实政策工作是北京市人民政府2005年第52件实事，各部门、各单位要积极配合完成该工作，北京市天主教爱国会也要就教堂归还后的规划问题请专业部门协助。
2006年，北京市落实宗教政策，将该教产归还给了北京市天主教“两会”。当时长辛店地区有天主教教友700多人，因无正式宗教活动场所，只能在教友家里举行宗教活动。天主教北京教区在收回教堂后，决定将原教堂全部拆除，在原址重建一座新的教堂。2006年被归还教会后，旧教堂全部拆除。2008年新教堂开工，2010年5月竣工，总面积2208平米，总投资1200余万元人民币，建成后成为北京西部最大的天主教堂。2010年圣诞节前，教堂和天颐敬老院在长辛店举行竣工典礼。天颐敬老院创立之初，是为解决天主教神职人员的养老问题，但自2011年之后划归丰台区民政局管理。

## 主任司铎
1. 陈世福神父（2010年—）[5][6]